# 本田昌雄
本田 昌雄（ほんだ まさお 1914年3月28日 - 1980年）は、日本中央競馬会の元騎手。1960年に引退するまでの27年間に通算519勝を挙げた障害競走の名手。

## 人物
北海道帯広市出身。1932年に函館競馬場所属の稗田虎伊厩舎に入って騎手見習となり、1933年に騎手免許を取得した。3月25日、春季中山競馬の第3競走（平地・1800m）でダークホースという馬に乗り、11頭立ての7着に入ったのが初騎乗で、12戦目となる11月4日の秋季中山競馬第11競走（抽選馬障害競走）で、クラツクマリアに乗って初勝利を挙げた。翌日にも障害競走で勝利し、この年は15戦2勝2着2回で終えた。
1934年の第1回中山大障害（当時は「大障害特別」）では、3番人気のキツポウに騎乗してキンテンにハナ差の2着に入り、同年は66戦13勝を挙げて早くも障害騎手としての地位を獲得した。翌年以降、6年連続で最多勝利騎手の座を獲得し、しかもそのほとんどの勝ち鞍が障害競走であった。
落馬を恐れない度胸のよさで、障害飛越の際には、出来るだけ内ラチ沿いの場所で飛んだという。それゆえ合計61回も落馬したが、そのうち31回は、再騎乗の上完走した。飛越の際に落馬しそうになっても容易に手綱を放さず、次の障害までに体勢を立て直す事が度々あったことから、「ダルマ」というあだ名がついたという。
しかし、1941年の東京競馬場での障害競走で、タフガイという馬に乗って最後の障害で落馬した際、再騎乗しようと立ち上がったところに後続馬が激突し、本田は意識を失った。関係者が駆けつけた時にはもはや呼吸も途切れがちで、「寝棺にするか座棺にするか」という話も出たが、治療の結果、1週間後に意識を取り戻して死の淵から生還した。しかし、両目の視力は物がぼんやりと霞んで見える程度にまで低下するという、騎手にとっては致命的なハンデを負ってしまった。しかし、それを知られると騎手免許を剥奪されるため、周囲にはその事実を隠し続けて、翌年には騎乗を再開した。
1942年春の中山大障害ではホウカツピータに騎乗した。同馬は脚部に不安を抱えており、本田自身も目がほとんど見えないながらも、長年の勘を頼りに馬を飛越させ、遂に頭差で1着となり、念願の中山大障害勝利を飾った。この年は124戦37勝を挙げて最多勝利騎手の座に就き、翌年（1943年）にも74戦24勝を挙げた。
しかし、目が見えないハンデにより、厩舎関係者に騙されて信用を失いかけたり、競走中にほかの騎手から誤ったコースを指示されるなど、苦労を重ねた。やがて競馬が一時中止になり、戦後は一時期関西所属となったが、やがて中山競馬場の矢野厩舎に戻るころには、ようやく視力も回復。1959年秋の中山大障害では4番人気のハルボーに騎乗、直線でロールメリーを交わしてクビ差で勝利し、通算2勝目を飾った。
重賞競走では、ほかに東京障害特別で1勝を挙げている。また1957年春の中山大障害では、カツプスターに騎乗して大土塁（現・大生垣）飛越着地の際に落馬したが、ただちに再騎乗して鐙を踏まずに大生垣（廃止）を飛越して完走（出走馬8頭・8着）を果たし、裁決委員より敢闘ぶりを表彰されている。
1940年には、年間213回騎乗で59勝（2着44回）を挙げ、そのうち48勝は障害競走での勝ち鞍であった。また騎手生活の晩年となる1958年には、障害競走で32勝を挙げ、平地競走での1勝を加え、合計33勝で全国リーディング18位を記録するという、障害競走数の少なくなった現在では実現困難な記録を残している。
1960年8月6日、第4回福島競馬5日目の第4競走アラブ障害戦（2200メートル）で、ヤエギクに騎乗してレコード勝ちしたのが最後の勝利となり、9月1日付で騎手を引退、日本中央競馬会の職員に転進した。
競馬会ではスターターを務め、1974年の定年まで勤めた。
1980年に66歳で死去。

## 騎手成績（日本競馬会からの成績を含む）
| 通算成績 | 1着 | 2着 | 3着 | 4着以下 | 出走回数 | 勝率 | 連対率 |
| -------- | --- | --- | --- | ------- | -------- | ---- | ------ |
| 計       | 519 | 430 | 354 | 1,148   | 2,361    | .220 | .402   |

- 重賞競走3勝

### 重賞勝ち鞍
- 中山大障害（1942年春ホウカツピータ、1959年秋ハルボー）
- 東京障害特別（1960年春ユーシユン）